# مرغ توفان نیوزیلند
مرغ توفان نیوزیلند (نام علمی: Oceanites maorianus) نام یک گونه از سرده مرغ‌های توفان اقیانوسی است.